# Дейвид Нивън
Дейвид Нивън (на английски: David Niven) е британски актьор, който почти половин век работи в Холивуд, играейки неизменно роли на английски аристократ. Лауреат на академична награда Оскар и награда Златен глобус.

## Биография
Роден е на 1 март 1910 г. в Лондон, в семейството на герой от Първата световна война. Израства в кръговете на висши офицери. През 30-те години на 20. век заминава за Холивуд по покана на продуцента на
„Metro Goldwyn Mayer“ Самюъл Голдуин. Първоначално се настанява да живее при своя близък приятел Ерол Флин. Участва епизодично в класически ленти като: „Бунтът на Баунти“ (1935) и „Атаката на леката кавалерия“ (1936).
Така и недочакал главна роля в предвоенните години, Нивън се завръща в Европа. По време на Втората световна война заминава на фронта (където негов ординарец е Питър Устинов).
След края на войната се жени и започва да получава предложения за участия в редица филми. Играе във филма „Жената на епископа“ (1947) и „Луната е синя“ (1953), който е забранен от цензурата.
През 1956 година играе ролята на Филеас Фог в екранизацията на романа на Жул Верн Около света за 80 дни, а след две години печели Оскар за участието си във филма „Отделни маси“.
Продължава да снима и през 60-те и 70-те години, участвайки в популярната комедия Розовата пантера (1963), както и в ролята на Джеймс Бонд в неофициалния филм „Казино Роял“ (1967), където си партнира с Клаудия Кардинале.
Дейвид Нивън има знак на „Алеята на славата в Холивуд“ (булевард Холивуд, 1625 Vine Street).
Умира на 73-годишна възраст от амиотрофична латерална склероза.

## Филмография
| - There Goes the Bride (1932) - Eyes of Fate (1933) - Клеопатра (1934) - Without Regret (1935) - Barbary Coast (1935) - A Feather in Her Hat (1935) - Бунтът на Баунти (1935) - Splendor (1935) - Rose Marie оперета (1936) - Palm Springs (1936) - Dodsworth (1936) - Screen Snapshots Series 16, No. 4 (1936) - Thank You, Jeeves! (1936) - The Charge of the Light Brigade (1936) - Beloved Enemy (1936) - We Have Our Moments (1937) - Затворникът от Зенда (1937) - Dinner at the Ritz (1937) - Bluebeard's Eighth Wife (1938) - Four Men and a Prayer (1938) - Three Blind Mice (1938) - The Dawn Patrol (1938) - Wuthering Heights (1939) - Bachelor Mother (1939) - The Real Glory (1939) - Eternally Yours (1939) - Raffles (1939) - The First of the Few (1942) - The Way Ahead (1944) - A Matter of Life and Death (1946) - Magnificent Doll (1946) - The Perfect Marriage (1947) - The Other Love (1947) | - Жената на епископа (1947) - Bonnie Prince Charlie (1948) - Enchantment (1948) - A Kiss in the Dark (1949) - A Kiss for Corliss (1949) - The Elusive Pimpernel (1950) - The Toast of New Orleans (1950) - Happy Go Lovely (1951) - Soldiers Three (1951) - Appointment with Venus (1951) - The Lady Says No (1952) - Луната е синя (1953) - The Love Lottery (1954) - Tonight's the Night (1954) - Carrington V.C. (1955 - The King's Thief (1955) - The Birds and the Bees (1956) - The Silken Affair (1956) - Около света за 80 дни (1956) - Oh, Men! Oh, Women! (1957) - The Little Hut (1957) - My Man Godfrey (1957) - Screen Snapshots: Glamorous Hollywood (1958) - Bonjour Tristesse (1958) - Отделни маси (1958) - Ask Any Girl (1959) - Happy Anniversary (1959) - Please Don't Eat the Daisies (1960) - Оръдията на Навароне (1961) - The Shortest Day (1962) - Conquered City (1962) - The Best of Enemies (1962) | - The Road to Hong Kong (1962) - Guns of Darkness (1962) - 55 Days at Peking (1963) - Розовата пантера (1963) - Bedtime Story (1964) - Where the Spies Are (1965) - Lady L (1965) - Eye of the Devil (1966) - All Eyes on Sharon Tate (1967) - Казино Роял (1967) - Prudence and the Pill (1968) - The Impossible Years (1968) - The Extraordinary Seaman (1969) - The Brain (1969) - Before Winter Comes (1969) - The Statue (1971) - King, Queen, Knave (1972) - Vampira (1974) - Хартиен тигър (1975) - No Deposit, No Return (1976) - The Remarkable Rocket (1975) - Murder by Death (1976) - Candleshoe (1977) - Speed Fever (1978) - Смърт край Нил (1978) - A Nightingale Sang in Berkeley Square (1979) - Бягство от Атина (1979) - Rough Cut (1980) - Морски вълци (1980) - Better Late Than Never (1982) - Процесът срещу Розовата пантера (1982) - Проклятието на Розовата пантера (1983) |